# Lázaro Cárdenas del Río
Lázaros Cárdenas del Río (Jiquilpan de Juárez, Michoacán, 21 de maio de 1895 – Cidade do México, 19 de outubro de 1970) foi um militar, político e estadista mexicano, foi presidente do México de 1934 até 1940. É considerado como um dos presidentes mais populares da histórias do seu país, juntamente com Benito Juarez.
Lázaro Cárdenas destacou-se por haver criado a estrutura do PRI, pela realização de uma reforma agrária efetiva, originalmente planejada por Emiliano Zapata, através das cooperativas de terras. Foi também responsável pela nacionalização dos recursos do subsolo – especialmente do petróleo.

## Trajetória política
Em 1913, durante a Revolução Mexicana, Cárdenas incorporou-se às forças revolucionárias. Pertenceu às forças de Álvaro Obregón e às de Plutarco Elías Calles; este último nomeou-o chefe das cavalarias do Exército do Noroeste. Em 1920 participou no Plan de Agua Prieta, um manifesto redigido à época da Revolução Mexicana, por simpatizantes do General Álvaro Obregón contra o então presidente Venustiano Carranzas. Nessa época, Lázaro Cárdenas alcançou o grau de general, aos 25 anos.
O presidente provisório de então, Adolfo de la Huerta, nomeou-o governador interino e chefe das Operações Militares em Michoacán, seu Estado natal, que governou de 1928 a 1932.
Cárdenas impulsionou a educação popular, ampliou o crédito agrícola e apoiou a indústria e o comércio. Posteriormente, ocupou vários cargos de relevo: presidência do Partido Nacional Revolucionário, Secretaria do Governo, e Secretaria da Guerra. Foi também secretário de Governo do presidente Pascual Ortiz Rubio e dirigente do Partido Nacional Revolucionário.
Posteriormente Cárdenas foi eleito presidente do México, exercendo seu mandato entre 1934 e 1940. Nesse período desenvolveu um conjunto de reformas econômicos-sociais. Criou confederações para representar camponeses e trabalhadores. Desenvolveu um plano sexenal de reforma agrária para distribuir terras aos camponeses e indígenas, além de um sistema de crédito a cooperativas aldeãs.
Modernizou a indústria, nacionalizou as empresas petrolíferas – criando a Pemex (Petróleos Mexicanos) – e reformou o sistema educativo ao mesmo tempo que lhe proporcionou maiores recursos financeiros. No campo da saúde pública, fundou a Liga Mexicana contra o Cancro (Liga Mexicana contra el Cáncer), criou a Escuela Normal de Educación Física e construiu o Hospital Huipulco.
A sua política externa foi influenciada pelas suas convicções antifascistas. O México foi, juntamente com a União Soviética, o único país a apoiar oficialmente a República Espanhola contra o exército de Franco. Após a derrota republicana, o México acolheu quase quarenta mil refugiados, independentemente da persuasão política.